# Platysceptra aestuans
Platysceptra aestuans är en fjärilsart som beskrevs av Edward Meyrick 1916. Platysceptra aestuans ingår i släktet Platysceptra och familjen äkta malar. Inga underarter finns listade i Catalogue of Life.